# Пеновский муниципальный округ
Пе́новский муниципальный округ — административно-территориальная единица и муниципальное образование (муниципальный округ) на западе Тверской области России.
Административный центр — посёлок Пено.

## География
Площадь 2385 км².

Округ расположен в западной части области и граничит:
- на северо-востоке — с Осташковским районом
- на юго-востоке — с Селижаровским районом,
- на юго-западе — с Андреапольским районом,
- на северо-западе — с Новгородской областью, Марёвский район.

Основные реки — Волга, Западная Двина (исток), Жукопа, Кудь. Крупные озёра — Пено, Вселуг, Волго, Охват.

## История
Образован в 1929 году из части территории Осташковского уезда и передан в Западную область в составе Великолукского округа, 23 июля 1930 г. переподчинён непосредственно облисполкому. 29 января 1935 г. район вошёл в состав Калининской области.
В 1940 году в состав района входило 20 сельских советов: Верхнемарьевский, Вселукский, Волжский, Волокский, Ворошиловский, Горский, Грылевский, Добровский, Дуновский, Заборский, Заевский, Залесский, Занепреченский, Косицкий, Лесной, Меглинский, Мизиновский, Первомайский, Ранцевский, Слаутинский.
23 августа 1944 г. передан в состав Великолукской области. 2 октября 1957 г. район возвращен в состав Калининской области. В феврале 1963 г. район был ликвидирован, его территория вошла в состав Осташковского района.
27 декабря 1973 года Пеновский район был образован вновь.
В мае 2020 года Законом Тверской области от 23.04.2020 № 20-ЗО Пеновский муниципальный район и входившие в его состав городское и сельские поселения были преобразованы в Пеновский муниципальный округ, Законом Тверской области от 23.04.2020 № 23-ЗО Пеновский административный район был преобразован в округ.

## Население
| 1939   | 1959    | 1979    | 1989    | 2002  | 2006  | 2009  | 2010  | 2011  |
| ------ | ------- | ------- | ------- | ----- | ----- | ----- | ----- | ----- |
| 33 671 | ↘20 164 | ↘11 702 | ↘10 291 | ↘8523 | ↘7900 | ↘7590 | ↘6864 | ↘6838 |
| 2012   | 2013    | 2014    | 2015    | 2016  | 2017  | 2018  | 2019  | 2020  |
| ↘6686  | ↘6557   | ↘6467   | ↘6357   | ↘6257 | ↘6113 | ↘5950 | ↘5721 | ↘5516 |
| 2021   |         |         |         |       |       |       |       |       |
| ↘5327  |         |         |         |       |       |       |       |       |

### Урбанизация
В городских условиях (пгт Пено) проживают 63,06 % населения округа.
Гендерный состав
По данным переписи 2002 года население составило 8 523 жителя (3 887 мужчин и 4 636 женщин).

### Национальный состав
По итогам переписи населения 2020 года проживали следующие национальности (национальности менее 0,1 % и другое, см. в сноске к строке «Другие»):
| Национальность | Численность, чел. | Доля     |
| -------------- | ----------------- | -------- |
| Русские        | 5058              | 94,95 %  |
| Украинцы       | 42                | 0,79 %   |
| Узбеки         | 37                | 0,69 %   |
| Белорусы       | 27                | 0,51 %   |
| Молдаване      | 23                | 0,43 %   |
| Другие         | 140               | 2,63 %   |
| Итого          | 5327              | 100,00 % |

## Административно-муниципальное устройство до 2020 года

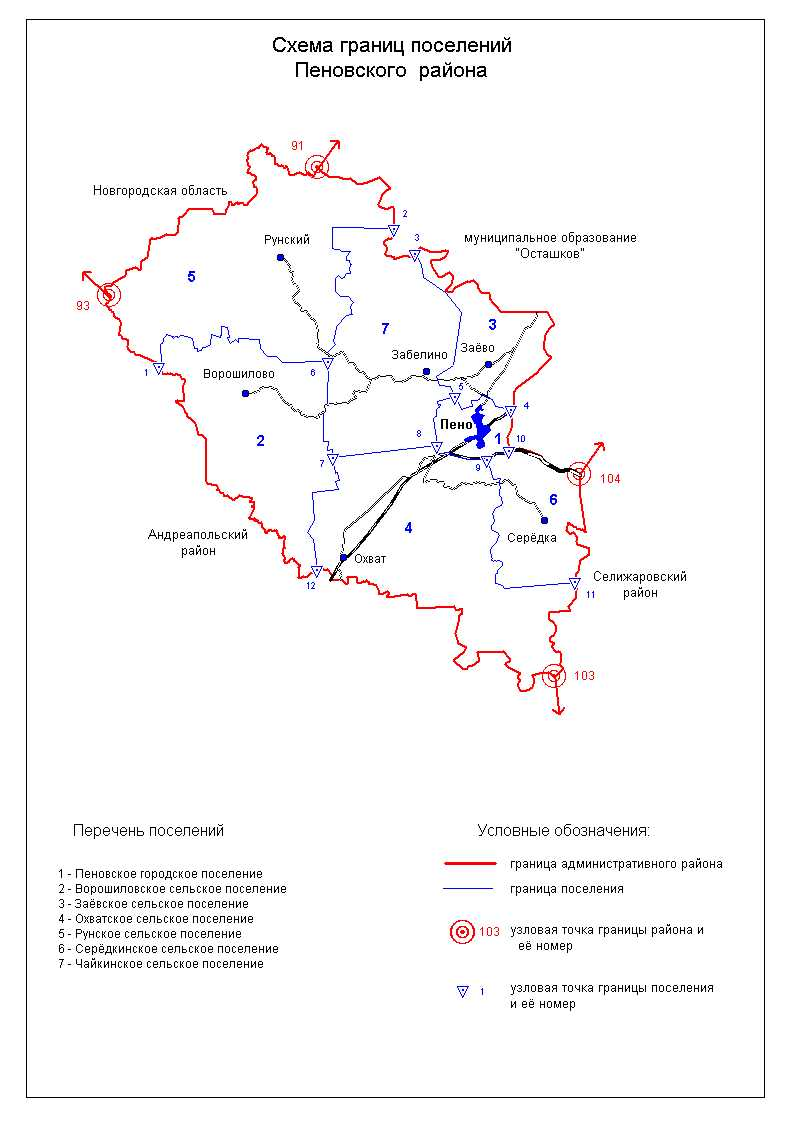
Схема границ муниципальных образований до 2020 года

В Пеновский район, с точки зрения административно-территориального устройства области, входят 7 поселений.
До 2020 года в Пеновский муниципальный район, с точки зрения муниципального устройства, входили 7 муниципальных образований, в том числе 1 городское поселение и 6 сельских поселений:
| №        | Муниципальное образование        | Административный центр | Количество населённых пунктов | Население (чел.) | Площадь (км²) |
| -------- | -------------------------------- | ---------------------- | ----------------------------- | ---------------- | ------------- |
| 1e-06    | Городские поселения:             |                        |                               |                  |               |
| 1        | посёлок Пено                     | пгт Пено               | 1                             | ↘3451            | 69,62         |
| 1.000002 | Сельские поселения:              |                        |                               |                  |               |
| 2        | Ворошиловское сельское поселение | село Ворошилово        | 26                            | ↘316             | 8,52          |
| 3        | Заёвское сельское поселение      | деревня Заёво          | 17                            | ↘233             | 167,00        |
| 4        | Охватское сельское поселение     | посёлок Охват          | 26                            | ↘737             | 571,40        |
| 5        | Рунское сельское поселение       | посёлок Рунский        | 32                            | ↘393             | 607,95        |
| 6        | Серёдкинское сельское поселение  | деревня Серёдка        | 10                            | ↘164             | 2,91          |
| 7        | Чайкинское сельское поселение    | деревня Забелино       | 24                            | ↘222             | 4,76          |

### Населённые пункты
В Пеновском районе 136 населённых пунктов.
| №   | Населённый пункт   | Тип              | Население | Муниципальное образование        |
| --- | ------------------ | ---------------- | --------- | -------------------------------- |
| 1   | Адворица           | деревня          | ↘1        | Чайкинское сельское поселение    |
| 2   | Астратово          | деревня          | 1         | Рунское сельское поселение       |
| 3   | Бдынь              | деревня          | 1         | Охватское сельское поселение     |
| 4   | Бервенец           | деревня          | ↘21       | Чайкинское сельское поселение    |
| 5   | Битуха             | деревня          | ↘1        | Чайкинское сельское поселение    |
| 6   | Бобовище           | деревня          | 0         | Чайкинское сельское поселение    |
| 7   | Большая Переволока | деревня          | 1         | Ворошиловское сельское поселение |
| 8   | Большой Бохот      | деревня          | 0         | Рунское сельское поселение       |
| 9   | Борки              | деревня          | 1         | Охватское сельское поселение     |
| 10  | Борки              | деревня          | ↘1        | Чайкинское сельское поселение    |
| 11  | Боровое            | деревня          | ↘19       | Чайкинское сельское поселение    |
| 12  | Бородино           | деревня          | 0         | Охватское сельское поселение     |
| 13  | Бурехино           | деревня          | 0         | Серёдкинское сельское поселение  |
| 14  | Вально             | деревня          | 0         | Рунское сельское поселение       |
| 15  | Верхмарево         | деревня          | 0         | Рунское сельское поселение       |
| 16  | Ветожетка          | деревня          | ↘1        | Серёдкинское сельское поселение  |
| 17  | Витьбино           | деревня          | 1         | Ворошиловское сельское поселение |
| 18  | Ворошилово         | село             | ↘191      | Ворошиловское сельское поселение |
| 19  | Вселуки            | деревня          | ↘14       | Заёвское сельское поселение      |
| 20  | Гари               | деревня          | 1         | Ворошиловское сельское поселение |
| 21  | Гора               | деревня          | 29        | Чайкинское сельское поселение    |
| 22  | Гора Погорелицкая  | деревня          | 1         | Ворошиловское сельское поселение |
| 23  | Гора Сазонова      | деревня          | 1         | Ворошиловское сельское поселение |
| 24  | Горка              | деревня          | ↘10       | Заёвское сельское поселение      |
| 25  | Горка              | деревня          | 44        | Охватское сельское поселение     |
| 26  | Горовастица        | деревня          | 14        | Серёдкинское сельское поселение  |
| 27  | Городок            | деревня          | 6         | Серёдкинское сельское поселение  |
| 28  | Грылево            | деревня          | ↘25       | Охватское сельское поселение     |
| 29  | Доброе             | деревня          | ↗10       | Рунское сельское поселение       |
| 30  | Ефремово           | деревня          | 0         | Рунское сельское поселение       |
| 31  | Жукопа             | посёлок          | ↘112      | Серёдкинское сельское поселение  |
| 32  | Забелино           | деревня          | ↘136      | Чайкинское сельское поселение    |
| 33  | Заберечье          | деревня          | ↘0        | Чайкинское сельское поселение    |
| 34  | Заборовка          | деревня          | 6         | Рунское сельское поселение       |
| 35  | Заборовка          | деревня          | ↘0        | Чайкинское сельское поселение    |
| 36  | Заборье            | деревня          | 109       | Ворошиловское сельское поселение |
| 37  | Заборье            | деревня          | ↘12       | Чайкинское сельское поселение    |
| 38  | Загородечье        | деревня          | 1         | Рунское сельское поселение       |
| 39  | Заёво              | деревня          | ↘94       | Заёвское сельское поселение      |
| 40  | Залозье            | деревня          | ↘9        | Чайкинское сельское поселение    |
| 41  | Залуковье          | деревня          | 1         | Ворошиловское сельское поселение |
| 42  | Заречье            | деревня          | ↘1        | Чайкинское сельское поселение    |
| 43  | Зароево            | деревня          | ↘0        | Чайкинское сельское поселение    |
| 44  | Заселица           | деревня          | 1         | Ворошиловское сельское поселение |
| 45  | Зимник             | посёлок          | 1         | Охватское сельское поселение     |
| 46  | Исполье            | деревня          | 0         | Серёдкинское сельское поселение  |
| 47  | Калиновка          | деревня          | 0         | Ворошиловское сельское поселение |
| 48  | Карманькино        | деревня          | 1         | Охватское сельское поселение     |
| 49  | Квашнино           | деревня          | 24        | Заёвское сельское поселение      |
| 50  | Кобенево           | деревня          | ↘6        | Чайкинское сельское поселение    |
| 51  | Колобово           | деревня          | 1         | Охватское сельское поселение     |
| 52  | Колпино            | деревня          | 0         | Ворошиловское сельское поселение |
| 53  | Колпино-1          | деревня          | 1         | Рунское сельское поселение       |
| 54  | Колпино-2          | деревня          | 1         | Рунское сельское поселение       |
| 55  | Корено-Бубново     | деревня          | 44        | Рунское сельское поселение       |
| 56  | Корено-Княжево     | деревня          | 25        | Рунское сельское поселение       |
| 57  | Косицкое           | деревня          | 7         | Заёвское сельское поселение      |
| 58  | Красное Утро       | деревня          | 1         | Чайкинское сельское поселение    |
| 59  | Кривошеево         | деревня          | 0         | Рунское сельское поселение       |
| 60  | Крутик             | посёлок          | 67        | Рунское сельское поселение       |
| 61  | Кудь               | деревня          | ↘5        | Чайкинское сельское поселение    |
| 62  | Кузнечки           | деревня          | 49        | Охватское сельское поселение     |
| 63  | Лаврово            | деревня          | 0         | Охватское сельское поселение     |
| 64  | Лауга              | деревня          | 12        | Охватское сельское поселение     |
| 65  | Лебедево           | деревня          | 10        | Ворошиловское сельское поселение |
| 66  | Лопатино           | деревня          | 17        | Заёвское сельское поселение      |
| 67  | Лугово             | деревня          | 8         | Ворошиловское сельское поселение |
| 68  | Ляды               | деревня          | 0         | Чайкинское сельское поселение    |
| 69  | Макарово           | деревня          | 1         | Охватское сельское поселение     |
| 70  | Малая Переволока   | деревня          | 10        | Ворошиловское сельское поселение |
| 71  | Малый Бохот        | деревня          | 0         | Рунское сельское поселение       |
| 72  | Мариница           | деревня          | 9         | Охватское сельское поселение     |
| 73  | Мизиново           | деревня          | 20        | Серёдкинское сельское поселение  |
| 74  | Минькино           | деревня          | 5         | Охватское сельское поселение     |
| 75  | Митино             | деревня          | 6         | Охватское сельское поселение     |
| 76  | Михайлово          | деревня          | 0         | Охватское сельское поселение     |
| 77  | Москва             | деревня          | 17        | Ворошиловское сельское поселение |
| 78  | Мосты              | деревня          | 8         | Рунское сельское поселение       |
| 79  | Мошары             | деревня          | ↘74       | Охватское сельское поселение     |
| 80  | Нелегино           | деревня          | 16        | Ворошиловское сельское поселение |
| 81  | Нечаевщина         | деревня          | 10        | Заёвское сельское поселение      |
| 82  | Новинка            | деревня          | 0         | Рунское сельское поселение       |
| 83  | Новоселок          | деревня          | 29        | Рунское сельское поселение       |
| 84  | Новоселье          | деревня          | 0         | Ворошиловское сельское поселение |
| 85  | Новоселье          | деревня          | 13        | Охватское сельское поселение     |
| 86  | Озерцы             | деревня          | 1         | Охватское сельское поселение     |
| 87  | Октябрьское        | деревня          | 1         | Ворошиловское сельское поселение |
| 88  | Олений Рог-1       | деревня          | 1         | Заёвское сельское поселение      |
| 89  | Олений Рог-2       | деревня          | 1         | Заёвское сельское поселение      |
| 90  | Олисово            | деревня          | 0         | Серёдкинское сельское поселение  |
| 91  | Орлинка            | деревня          | 6         | Заёвское сельское поселение      |
| 92  | Орлово             | деревня          | 0         | Рунское сельское поселение       |
| 93  | Осечно             | деревня          | 0         | Ворошиловское сельское поселение |
| 94  | Отонец             | деревня          | 0         | Рунское сельское поселение       |
| 95  | Охват              | посёлок          | ↘410      | Охватское сельское поселение     |
| 96  | Павлиха            | деревня          | ↘0        | Чайкинское сельское поселение    |
| 97  | Пено               | пгт              | ↘3359     | посёлок Пено                     |
| 98  | Переволока         | деревня          | 5         | Рунское сельское поселение       |
| 99  | Перелаз            | деревня          | 0         | Ворошиловское сельское поселение |
| 100 | Переходовец        | деревня          | 11        | Заёвское сельское поселение      |
| 101 | Петрово            | деревня          | 17        | Рунское сельское поселение       |
| 102 | Плоское            | деревня          | 1         | Ворошиловское сельское поселение |
| 103 | Погорелица         | деревня          | 5         | Ворошиловское сельское поселение |
| 104 | Подлядье           | деревня          | 22        | Заёвское сельское поселение      |
| 105 | Полово             | деревня          | ↘25       | Чайкинское сельское поселение    |
| 106 | Поляны             | деревня          | 7         | Ворошиловское сельское поселение |
| 107 | Потапово           | деревня          | 0         | Рунское сельское поселение       |
| 108 | Починок            | деревня          | 23        | Заёвское сельское поселение      |
| 109 | Пустошка-1         | деревня          | 0         | Рунское сельское поселение       |
| 110 | Пустошка-2         | деревня          | 5         | Рунское сельское поселение       |
| 111 | Пятыгино           | деревня          | 1         | Рунское сельское поселение       |
| 112 | Руно               | деревня          | ↘0        | Чайкинское сельское поселение    |
| 113 | Рунский            | посёлок          | ↘185      | Рунское сельское поселение       |
| 114 | Рябкино            | деревня          | 1         | Рунское сельское поселение       |
| 115 | Селехово           | деревня          | 1         | Охватское сельское поселение     |
| 116 | Семченки           | деревня          | 1         | Ворошиловское сельское поселение |
| 117 | Сергеево           | деревня          | 24        | Серёдкинское сельское поселение  |
| 118 | Серёдка            | деревня          | ↘43       | Серёдкинское сельское поселение  |
| 119 | Синцово            | деревня          | ↘1        | Заёвское сельское поселение      |
| 120 | Слаутино           | деревня          | ↘76       | Рунское сельское поселение       |
| 121 | Соблаго            | посёлок          | ↘283      | Охватское сельское поселение     |
| 122 | Старина            | деревня          | 1         | Рунское сельское поселение       |
| 123 | Старое             | деревня          | ↘1        | Чайкинское сельское поселение    |
| 124 | Суханы             | деревня          | ↘1        | Ворошиловское сельское поселение |
| 125 | Суходол            | деревня          | 1         | Охватское сельское поселение     |
| 126 | Теплень            | деревня          | 1         | Заёвское сельское поселение      |
| 127 | Тивиково           | деревня          | 0         | Ворошиловское сельское поселение |
| 128 | Тимохино           | деревня          | 1         | Рунское сельское поселение       |
| 129 | Торг               | деревня          | ↘1        | Чайкинское сельское поселение    |
| 130 | Тростянка          | деревня          | 0         | Рунское сельское поселение       |
| 131 | Турбаза «Орлинка»  | населённый пункт | 38        | Заёвское сельское поселение      |
| 132 | Холм               | деревня          | 0         | Охватское сельское поселение     |
| 133 | Цалпаны            | деревня          | 1         | Охватское сельское поселение     |
| 134 | Череты             | деревня          | ↘0        | Чайкинское сельское поселение    |
| 135 | Ширково            | село             | ↘7        | Заёвское сельское поселение      |
| 136 | Щеверево           | деревня          | 0         | Охватское сельское поселение     |

### Упразднённые населённые пункты
- 2001 год — деревни Ганино, Дубасово, Сычево, Шелеговка, Володарское, Бузаны, Красуха, Комарово, Кузьмино; поселок Ганино, кордон Круглая Лука[32].

## Достопримечательности
- Список памятников культурного наследия Пеновского района в Викигиде

- Церкви:

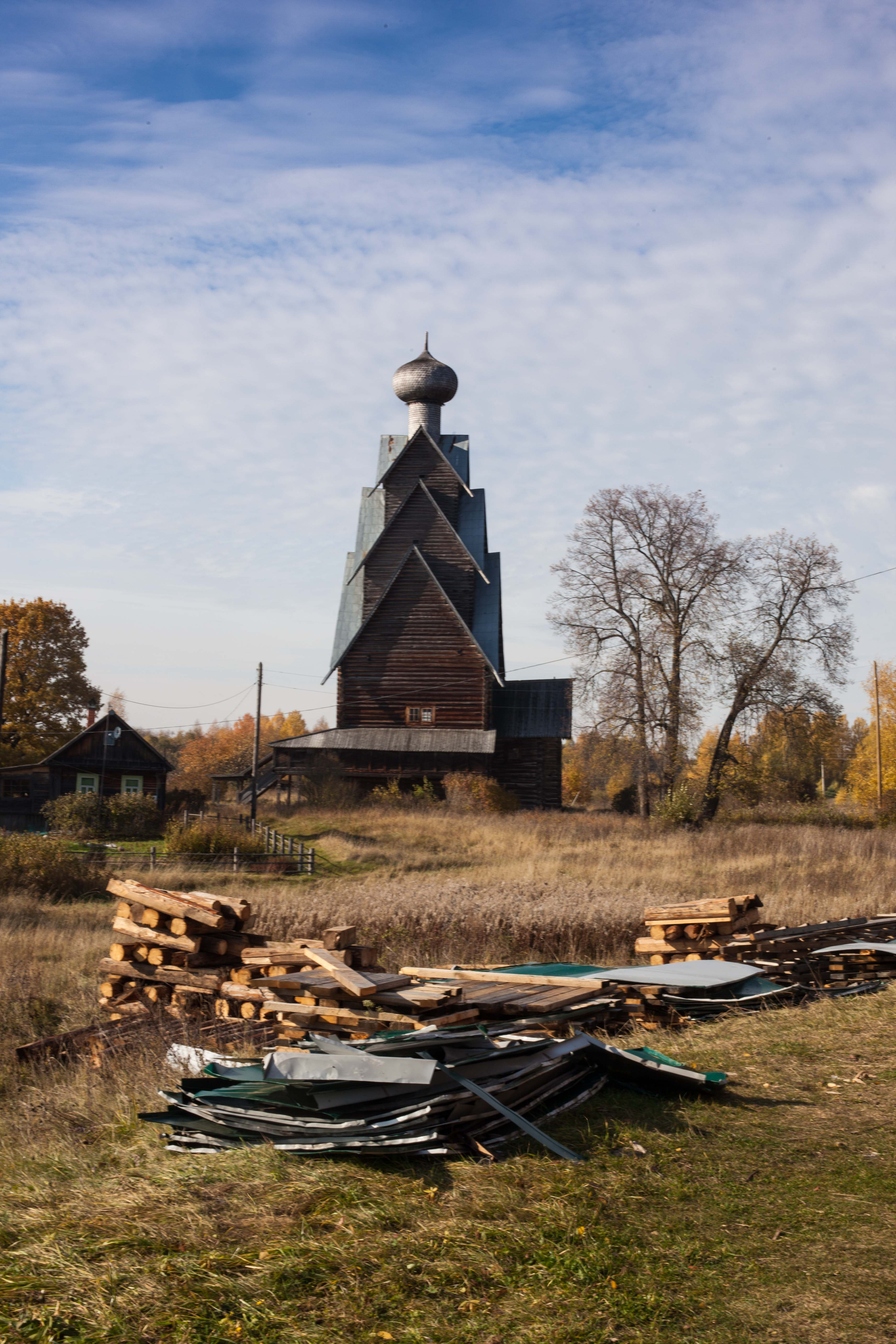
Церковь Иоанна Предтечи на погосте Ширково

  - церковь Иоанна Предтечи на погосте Ширково на берегу озера Вселуг — памятник деревянного зодчества 1697 год, сложное уникальное сооружение высотой 45 м, ярусный храм;
  - церковь Святой Троицы в с. Суханы XVIII век;
  - церковь Рождества Богородицы в с. Вселуки, 1835 год;
  - церковь Знамения Пресвятой Богородицы на погосте Ветожетка, начало XIX века.
- Мемориальный комплекс «Ксты» — в память о заживо сожжённых немецкими захватчиками жителях деревни Ксты, установленный вместо стоявшей здесь до 1979 года стелы и отреставрированный в 2018 году[33].
- Ворошиловский краеведческий музей имени Смирнова Ивана Ивановича, расположен в с. Ворошилово, филиал ГУК Тверской государственный объединённый музей.

## Транспорт
Район пересекают железнодорожная линия Бологое—Великие Луки и автодорога от магистрали «Москва—Рига», и далее — Андреаполь—Пено—Осташков.